# Polypodium carthusiana
Polypodium carthusiana là một loài dương xỉ trong họ Polypodiaceae. Loài này được H.P. Fuchs mô tả khoa học đầu tiên..
Danh pháp khoa học của loài này chưa được làm sáng tỏ. 